# بيتر ويتنغهام
بيتر ويتنغهام (بالإنجليزية: Peter Whittingham)‏ (8 سبتمبر 1984 المملكة المتحدة - 19 مارس 2020) هو لاعب كرة قدم إنجليزي سابق، لعب كلاعب وسط. ويُعتبر من أساطير نادي كارديف سيتي.

## وصلات خارجية
بيتر ويتنغهام على موقع قاعدة بيانات كرة القدم.إي يو (الإنجليزية)
- بيتر ويتنغهام على موقع ليكيب (الفرنسية)
- بيتر ويتنغهام على موقع Soccerbase.com (لاعب) (الإنجليزية)
- بيتر ويتنغهام على موقع Soccerway.com (الإنجليزية)
- بيتر ويتنغهام على موقع عالم كرة القدم.نت (الإنجليزية)
- بيتر ويتنغهام على موقع AS.com (الإسبانية)